# Жабы-повитухи
Жабы-повиту́хи (лат. Alytes) — род бесхвостых земноводных из семейства круглоязычных.

## Описание
Общая длина представителей этого рода колеблется от 3 до 6 см. Голова умеренного размера, глаза большие с вертикальными зрачками. Хорошо заметна барабанная перепонка. Туловище широкое. На передних лапах есть 2—3 выроста, с помощью которых лягушки роют свои норы. Кожа с бугорками или бородавками, содержит яд. Издают крики, похожие на звук флейты, свистка или колокольчика. Окраска преимущественно серого или коричневого цвета.

## Образ жизни
Населяют сухие, песчаные почвы. Встречаются на высоте до 2000—2400 м над уровнем моря. Активны ночью, днём прячутся под камнями, брёвнами. Ловко роют норы, в которых находятся в спячке зимой. Питаются беспозвоночными.

## Размножение
Это яйцекладущие земноводные. Размножение в марте-апреле, обычно в 50—100 метрах от ближайшей воды. Икра упакована в длинные, до метра и более, ленты (в каждой по 50—60 яиц), которые самец наматывает на свои бёдра и охраняет до тех пор, пока икринки не созреют. 

## Распространение
Обитают в Западной Европе и Марокко.

## Классификация
На январь 2023 года в род включают 6 видов:
- Alytes almogavarii Arntzen and García-París, 1995
- Alytes cisternasii Boscá, 1879 — Иберийская жаба-повитуха
- Alytes dickhilleni Arntzen & García-París, 1995 — Провинциальная жаба-повитуха
- Alytes maurus Pasteur & Bons, 1962
- Alytes muletensis (Sanchíz & Adrover, 1979) — Балеарская жаба-повитуха
- Alytes obstetricans (Laurenti, 1768) — Обыкновенная жаба-повитуха

## Галерея

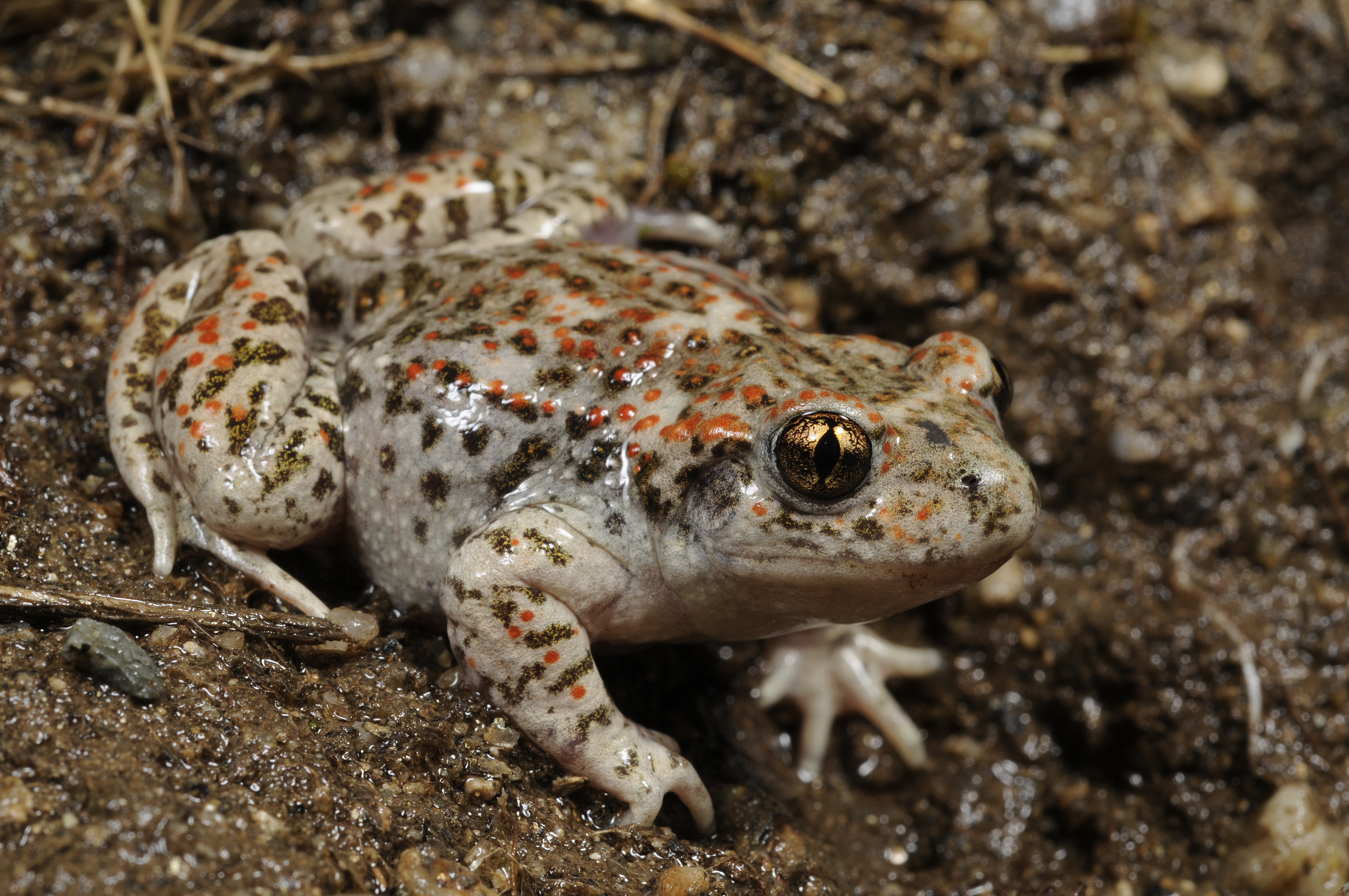
Иберийская жаба-повитуха
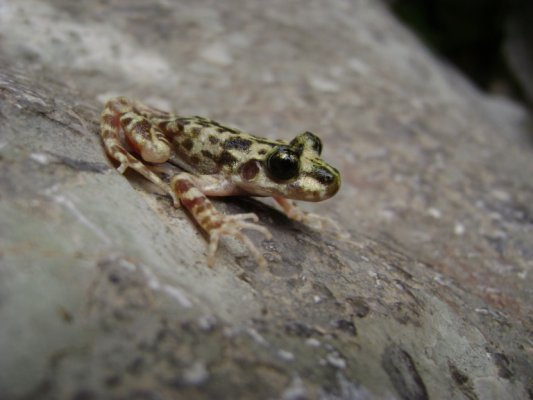
Балеарская жаба-повитуха
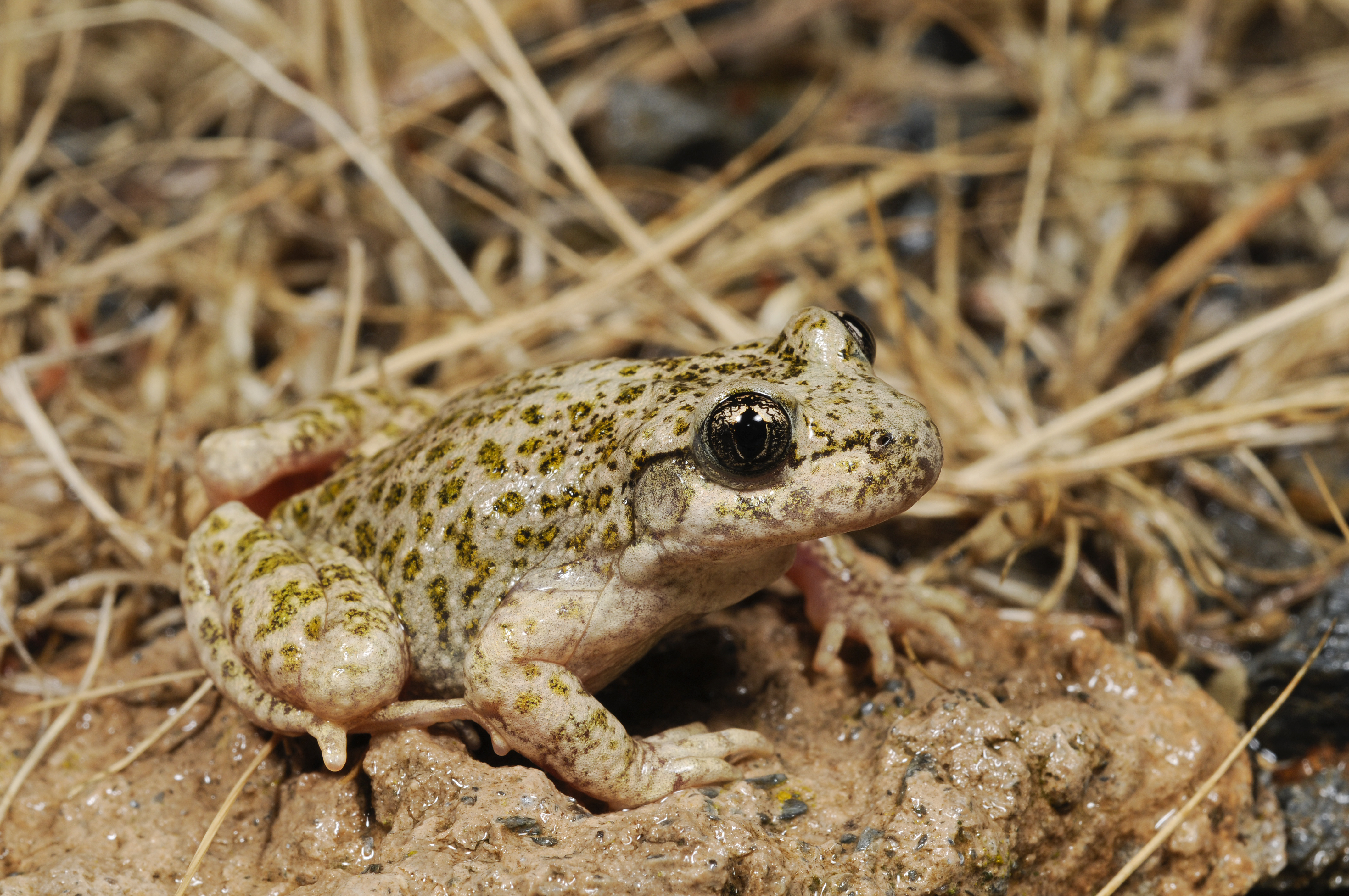
Провинциальная жаба-повитуха
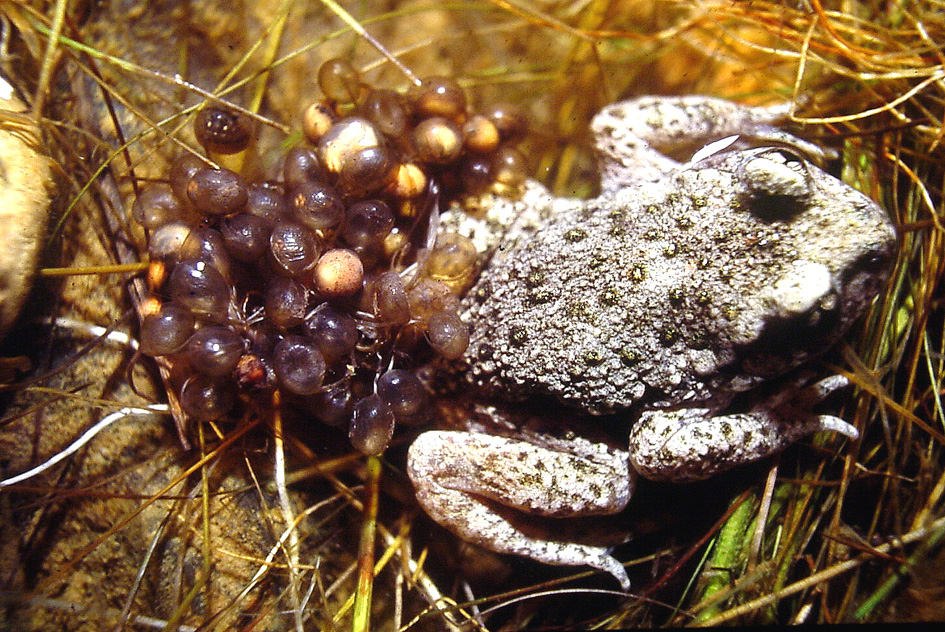
Самец обыкновенной жабы-повитухи с икрой